# Universitetet i Bristol

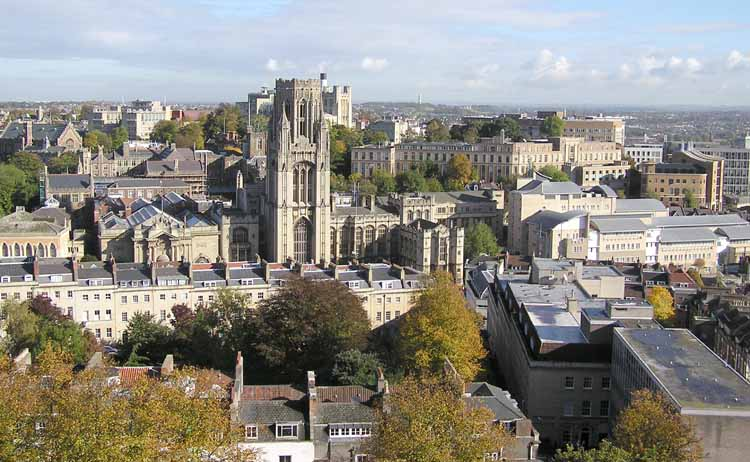
University of Bristol

University of Bristol är ett av universiteten i Bristol. Universitetet började sin verksamhet 1876 för högre studier för både män och kvinnor, och fick universitetsstatus 1909.
Initiativet till universitetet togs av John Percival i syfte att decentralisera den högre utbildningen, som dittills huvudsakligen var förlagd till Oxford, Cambridge och London. Verksamheten finansierades med privata donationer. Det faktum att dess tredje kansler hette Winston Churchill ökade universitetets popularitet på 1930-talet, och antalet studenter ökade. Vid universitetet bildades Storbritanniens första dramainstitution. Lärosätet har med Norah Fry Centre varit banbrytande i forskningen om inlärningssvårigheter.
Fyra Nobelpristagare har varit knutna till universitetet i Bristol: Paul Dirac, Cecil Powell, Hans Bethe, och Nevill F. Mott.